# Alysicarpus misquitei
Alysicarpus misquitei là một loài thực vật có hoa trong họ Đậu. Loài này được S.M.Almeida & M.R.Almeida miêu tả khoa học đầu tiên.